# Partido Democrata (1909)
O Partido Democrata foi uma agremiação política surgida no estado de Goiás no ano de 1909, em contrariedade à oligarquia Xavier de Almeida, centrada no patriarca José Xavier de Almeida porém, favorável ao grupo coronelístico de Leopoldo de Bulhões. A formação deste partido sucedeu-se na Revolução de 1909, ligado aos dois grupos políticos já citados, que eclodiu em 2 de março, com a eleição estadual de Hermenegildo de Morais, próximo de José Xavier, como presidente de Goiás. O movimento perdurou até maio, o evento resultou no retorno de Bulhões ao poder.

## Coronelismo e desempenho eleitoral

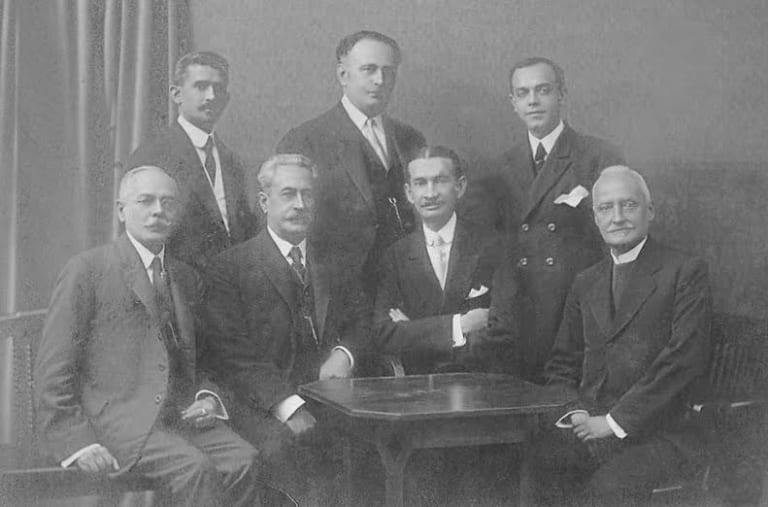
Ala goiana no Congresso Nacional em 1918: de pé, da esquerda para a direita, os deputados Francisco Ayres, Totó Caiado e Tullo Hostílio Jayme. Sentados, senadores Gonzaga Jayme, Eugênio Jardim e Hermenegildo Lopes, seguido do deputado Olegário Pinto.

Ligados ao grupo de Leopoldo Bulhões e Gonzaga Jaime, o PD elegeu vários senadores e deputados estaduais, além de deputados federais, como Totó Caiado, que presidiu o partido de 1912 até 1930, após a refundação do Partido Republicano de Goiás liderada por Bulhões. A 11ª legislatura do Senado Estadual de Goiás, era composta exclusivamente por 12 senadores do Partido Democrata e a 11ª legislatura da Câmara Estadual de Goiás, era formada por 24 deputados estaduais do PD. As acusações de fraude eleitoral e voto de cabresto são existentes sobre os resultados do partido, devido à época em que o Brasil se encontrava. Com a existência de tais ações, resultou na extinção partidária com a Revolução de 1930 e a interventoria federal de Pedro Ludovico Teixeira.

### Presidentes partidários
| N.º | Nome                 | Retrato | Início do mandato  | Fim do mandato        |
| --- | -------------------- | ------- | ------------------ | --------------------- |
| 1   | Leopoldo de Bulhões  |         | 2 de março de 1909 | 1912                  |
| 2   | Totó Caiado          |         | 1912               | 1917                  |
| 3   | Miguel da Rocha Lima |         | 1917               | 24 de outubro de 1930 |